# Колфакс (округ, Нью-Мексико)
Колфакс (англ. Colfax) — округ в штате Нью-Мексико, США. Административный центр округа — город Ратон. По данным переписи за 2010 год число жителей округа составляло 13 750 человек.

## Географическое положение
Расположен на севере штата на границе со штатом Колорадо. По данным Бюро переписи населения США округ Колфакс имеет общую площадь в 9759 квадратных километров, из которых 9733 кв. километра занимает земля и 26 кв. километра — вода.

## История
Округ Колфакс был частью округа Таос, одной из девяти первоначальных административных единиц территории Нью-Мексико. В 1859 году от Таоса отделился округ Мора, а в 1869 году из последнего выделили округ Колфакс. Административным центром стал шахтёрский город Элизабеттаун:37–38. В 1872 году окружной центр был перенесен в Симарон, а в 1881 году — в Спрингер, расположенный на железной дороге. В 1897 году по результатам референдума административный центр снова перенесли в город Ратон, важный угледобывающий центр, расположенный на железной дороге.

## Население
| Год переписи | Нас.  |  | %±     |
| ------------ | ----- |  | ------ |
| 1910         | 16460 |  | —      |
| 1920         | 21550 |  | 30,9%  |
| 1930         | 19157 |  | −11,1% |
| 1940         | 18718 |  | −2,3%  |
| 1950         | 16761 |  | −10,5% |
| 1960         | 13806 |  | −17,6% |
| 1970         | 12170 |  | −11,8% |
| 1980         | 13667 |  | 12,3%  |
| 1990         | 12925 |  | −5,4%  |
| 2000         | 14189 |  | 9,8%   |
| 2010         | 13750 |  | −3,1%  |

В 2010 году на территории округа проживало 13 760 человек (из них 50,9 % мужчин и 49,1 % женщин), насчитывалось 6011 домашних хозяйств и 3749 семей. Расовый состав: белые — 83,8 %, афроамериканцы — 0,5 %, коренные американцы — 1,5 % и представители двух и более рас — 3,6 %. 47,2 % населения были латиноамериканцами.
Население округа по возрастному диапазону по данным переписи 2010 года распределилось следующим образом: 20,6 % — жители младше 18 лет, 3,1 % — между 18 и 21 годами, 56,2 % — от 21 до 65 лет и 20,1 % — в возрасте 65 лет и старше. Средний возраст населения — 46,7 лет. На каждые 100 женщин в Колфаксе приходилось 103,8 мужчин, при этом на 100 совершеннолетних женщин приходилось уже 103,1 мужчин сопоставимого возраста.
Из 6011 домашних хозяйств 62,4 % представляли собой семьи: 45,9 % совместно проживающих супружеских пар (12,8 % с детьми младше 18 лет); 10,9 % — женщины, проживающие без мужей и 5,5 % — мужчины, проживающие без жён. 37,6 % не имели семьи. В среднем домашнее хозяйство ведут 2,22 человека, а средний размер семьи — 2,78 человека. В одиночестве проживали 32,9 % населения, 12,9 % составляли одинокие пожилые люди (старше 65 лет).

## Экономика
В 2016 году из 10 662 трудоспособных жителей старше 16 лет имел работу 4675 человек. В 2014 году медианный доход на семью оценивался в 47 614 $, на домашнее хозяйство — в 32 693 $. Доход на душу населения — 20 911 $. 16,9 % от всего числа семей в Колфаксе и 21,4 % от всей численности населения находилось на момент переписи за чертой бедности.